# 1803
Cette page concerne l'année 1803  du calendrier grégorien.
L'année 1803 est une année commune qui commence un samedi.

## Événements
- 18 février : l’émir du Nejd Abdelaziz ben Mohammed ben Saoud s'empare de Taïf[1].

- 20 avril : Abdelaziz ben Mohammed ben Saoud prend La Mecque[1]. Il en est chassé après un mois et demi[2]. Les wahhabites rançonnent les pèlerins et les villes saintes.

- 13 mai : Arthur Wellesley réinstalle le Peshwâ Baji Rao II à Pooné. Les chefs marathes Sindhia et Bhonsle dénoncent le traité de Bassein de 1802 et la deuxième guerre anglo-marathe commence en Inde (fin en 1804)[3].

- 9 juin, Sydney : l’explorateur Matthew Flinders achève la première circumnavigation de l’Australie[4].

- 7 août : départ de Kronstadt de l'expédition navale russe de Krusenstern autour du monde. Exploration du Pacifique Nord (1803-1806)[5].
- 13 août : les Britanniques s’emparent d’Ahmadnâgar. Se heurtant à une résistance farouche, les forces de Arthur Wellesley remportent la bataille d'Assaye le 23 septembre[6].

- 12 septembre : fondation par les Britanniques de la colonie de Risdon Cove, premier établissement européen en Tasmanie[7].
- 14 septembre : les troupes de Lord Lake entrent à Delhi. L’empereur moghol shah Alam II perçoit une pension des Britanniques[8].

- 14 octobre : l’émir du Nejd Abdelaziz ben Mohammed ben Saoud est assassiné par un chiite se faisant passer pour un converti au wahhabisme, qui voulait venger le pillage de Kerbala en 1802. Un des fils de l’émir, Sa'ud (de), lui succède[9].
- 18 octobre : les Britanniques prennent Âgrâ[10].

- 28 novembre : victoire britannique sur les Marathes à la bataille d'Argaum[6].

- 17 décembre : après la chute de Gawilgarh (15 décembre), le raja du Berar Raghuji Bhonsle II signe le traité de Deogaon avec les Britanniques. Il leur cède la province de Cuttack avec Balasore et tous les territoires à l’ouest de la rivière Warda[6].
- 30 décembre : le raja de Gwâlior Daulat Râo Sindhia signe le traité de Surji Anjangaon et cède aux Britanniques tous les territoires entre la Jumna et le Gange[6].

### Afrique
- 1er janvier : abolition du commerce négrier par le Danemark[11].

- 20 février : la colonie du Cap est restituée par les Britanniques à la République batave[12] (traité d'Amiens de 1802). Jacob de Mist devient commissaire général de la Colonie du Cap (fin en 1806). Il inaugure une politique efficace de développement agricole basé sur l’esclavage.

- 11 mars : les troupes britanniques évacuent l’Égypte[13], en application de l’accord de Constantinople de 1799.

- 22 juin : victoire des États-Unis au second combat naval de Tripoli[14].

- À la mort du roi Naba Sagha Ier (1787-1803), le Royaume Mossi du Yatenga connaît des conflits dynastiques sanglants, la règle de succession du père au fils se substituant à la coutume de dévolution en faveur d’un frère[15]. La crise de succession dégénère en guerre civile (1825-1834)[16].
- Abd el-Kérim, dit Saboun, après l’assassinat de son père Saleh Derret, devient sultan du Ouadaï (fin en 1813)[17]. Il élimine tous les prétendants au trône ou les fait aveugler afin de ne pas être victime d’une conjuration. Il constitue une puissante armée et combat pour l’indépendance du Ouadaï. Avec 5 000 cavaliers et 50 000 fantassins, il vassalise le Baguirmi en 1812 et une partie des Toubou avec le concours du Bornou, puis il conquiert les pays du sud, Dar Runga et Dar Kouti. Il porte le pays à son apogée. Abd el-Kérim développe le commerce en assurant la sécurité des pistes reliant son pays au Nil et à la Cyrénaïque. La principale ressource du Ouadaï est le commerce des esclaves capturés parmi les tribus animistes du sud.

- Afrique du Sud : Chaka, fils non reconnu de Senzangakona (Ifenilendja), un sous-chef de la tribu Nguni des Abattethwa (Natal) et de Nandi (la Délicieuse), une princesse du groupe langeni, est en butte aux vexations de son entourage pendant son enfance en raison de son état de fils illégitime. En 1803, alors adolescent, il se réfugie avec sa mère chez le chef Mthethwa Dingiswayo, le suzerain de son père. Il devient son chef des armées, puis lui succède en 1818[18].

### Amérique
- 19 février : l'Ohio devient le dix-septième État de l'Union américaine[19]. C’est le premier État à se doter d’une loi interdisant officiellement l’esclavage.

- 30 avril : traité de cession de la Louisiane (2 millions de km²) de la France aux États-Unis (dirigés par Thomas Jefferson), pour 15 millions de dollars (80 millions de francs au total)[20]. Une deuxième convention est signée le 21 décembre.

- 22 et 30 juin : le Royaume-Uni occupe les îles de Tobago et Sainte-Lucie, possessions françaises[21].

- Octobre - novembre : siège de Port-au-Prince par les troupes du général Dessalines.

- 18 novembre : défaite française à la bataille de Vertières, scellant le sort de la colonie de Saint-Domingue[22]. Décimés par la fièvre jaune, les garnisons françaises se rendent au général noir Jean-Jacques Dessalines. Fin décembre, les derniers soldats français quittent l’île.

### Europe

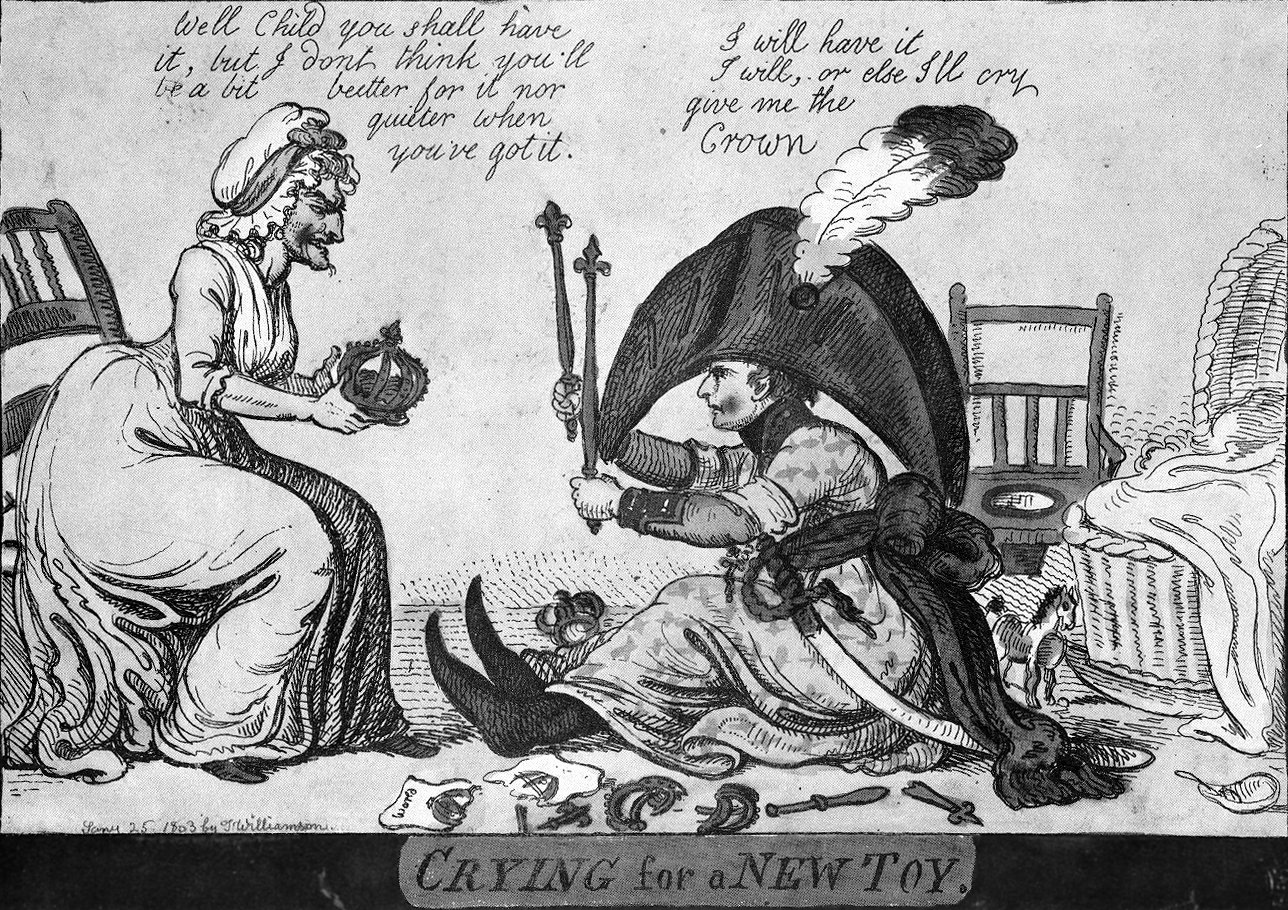
Napoléon pleurant pour un nouveau jouet, caricature anglaise attribuée à Isaac Cruikshank, 25 janvier 1803

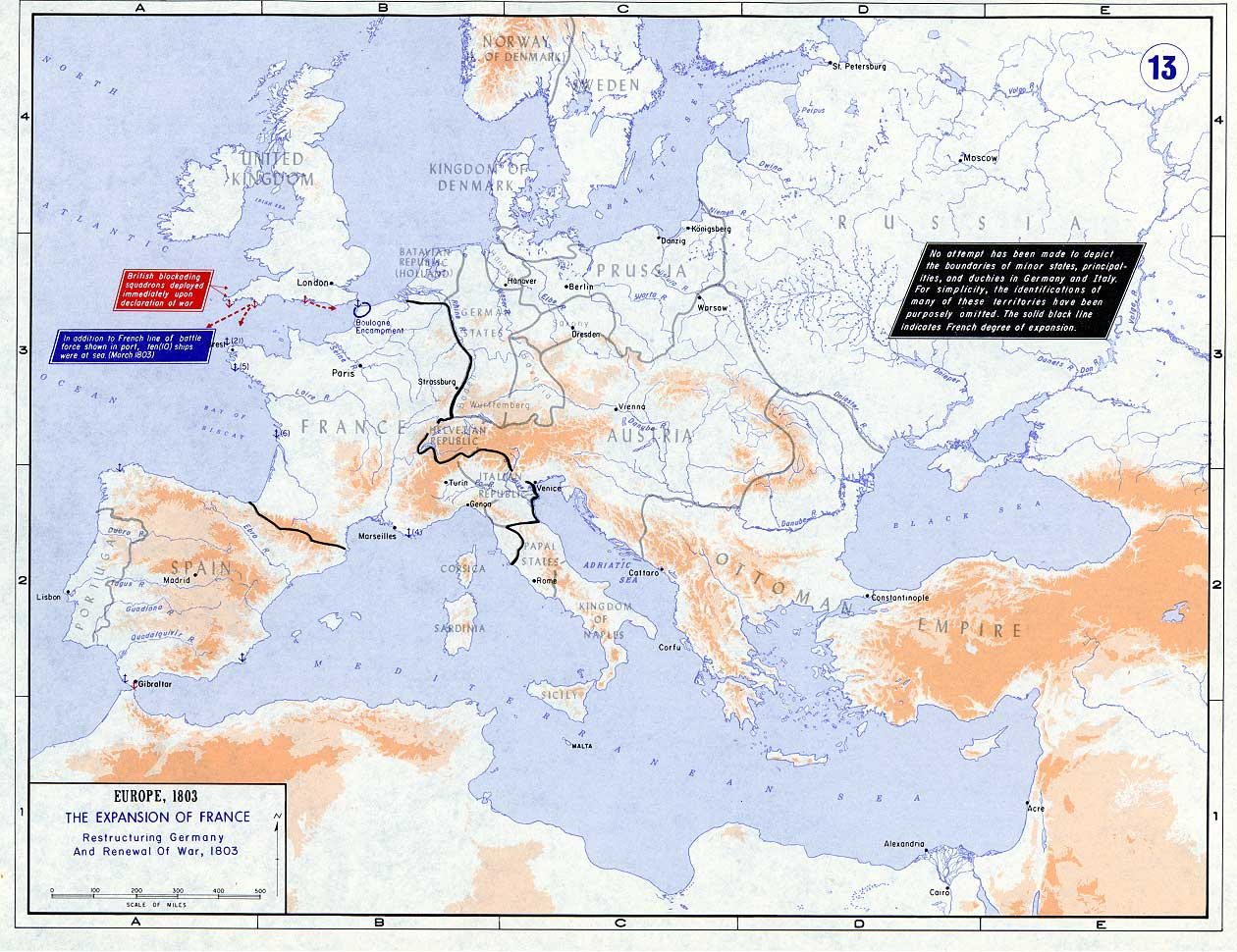
Situation stratégique en Europe

- 2 février (24 janvier du calendrier julien) : réorganisation de l’enseignement en Russie[23].
- 19 février : acte de médiation entre la France et la Suisse. La Suisse fournit en permanence 16 000 hommes à l’armée française[24]. Les cantons d'Argovie et des Grisons se joignent à la Confédération suisse.
- 25 février, Ratisbonne : Reichsdeputationshauptschluss. Un recès de la Diète d'Empire, influencé par la diplomatie française, supprime autoritairement cent douze États allemands, principalement des principautés ecclésiastiques, laïques et les villes d’Empire. Il simplifie la carte de l’Allemagne au profit des États clients de la France (Wurtemberg, Bavière, Prusse). Nomination de trois nouveaux électeurs, les souverains de Bade, Wurtemberg et Hesse-Cassel[25]. Pour indemniser les princes possessionnés sur la rive gauche du Rhin, la diète procède à des sécularisations et distribue des compensations : les Habsbourg reçoivent les principautés épiscopales de Trente et de Bressanone, au sud du Tyrol, en échange du comté de Falkenstein dans le Palatinat[26].

- 4 mars (20 février du calendrier julien), Russie : oukase sur les agriculteurs libres[23] ; les maîtres qui émancipent leurs serfs doivent leur donner une terre à racheter (peu d’effet : 47 000 affranchis sous le règne d’Alexandre Ier de Russie).
- 28 mars : instauration du franc Germinal[27].

- 14 avril : adhésion du canton de Vaud à la Confédération suisse[28].

- 12 mai : Henry Addington, sous la pression des Communes et de l’opinion, travaillée par la presse, rompt les relations avec la France, en prenant pour prétexte la question de Malte : le Royaume-Uni refuse d’évacuer l’île, malgré les dispositions du traité d’Amiens[29].
- 16 mai : le Royaume-Uni déclare la guerre à la France et rétablit le blocus des côtes françaises[29].
- 27 mai : Bonaparte occupe le Hanovre[21] et concentre la « Grande Armée » pour débarquer au Royaume-Uni.

- 5 juin : le tsar Alexandre Ier de Russie propose en vain sa médiation[29].

- 23 juillet : le chef irlandais Robert Emmet conduit une révolte infructueuse contre le pouvoir britannique. Il est exécuté le 20 septembre[30].

- 27 septembre : traité d’alliance franco-suisse[31].

- 2 octobre, Caucase : le Dadiani Grigol place la Mingrélie sous le protectorat de la Russie[32].

- 4 novembre : promulgation de la nouvelle Constitution de la République des Sept-Îles[33].

- 2 décembre : Bonaparte ordonne la formation de « l’armée d’Angleterre » au camp de Boulogne[19].
- 15 décembre : Ali Pacha réprime la révolte des Souliotes en Épire[34].

- Stepan Stepanovitch Apraxine, est nommé gouverneur de Smolensk (fin en 1807)[35].

## Naissances en 1803
- 1er janvier : Isidora Zegers, compositrice espagnole († 14 juillet 1869).
- 6 janvier : Henri Herz, pianiste et compositeur français († 5 janvier 1888).
- 15 janvier : Heinrich Daniel Ruhmkorff, physicien allemand († 20 décembre 1877).
- 17 janvier : Bruno Erhard Abegg, homme politique et juriste allemand († 16 décembre 1848).
- 29 janvier :
  - Anselm von Rothschild, banquier autrichien puis austro-hongrois († 27 juillet 1874).
  - Hermann Anton Stilke, peintre allemand († 22 septembre 1860).

- 15 février : Karl Friedrich Schimper, botaniste et géologue allemand († 21 décembre 1867).
- 17 février : Edgar Quinet, écrivain et historien français († 27 mars 1875).
- 18 février : Camille Roqueplan, peintre français († 29 septembre 1855).
- 27 février : Wilhelm Krause, peintre allemand († 8 janvier 1864).

- 3 mars : Alexandre-Gabriel Decamps, peintre romantique français, père fondateur de l'orientalisme († 22 août 1860).
- 9 mars : Hippolyte-Joseph Cuvelier, peintre français († 2 janvier 1876).
- 15 mars : Pierre Laplanche, peintre et sculpteur français († 24 avril 1883).

- 2 avril : Franz Lachner, compositeur et chef d'orchestre allemand († 20 janvier 1890).
- 10 avril : Johann Jakob Kaup, naturaliste allemand († 4 juillet 1873).
- 12 avril : Johann Wilhelm Zinkeisen, historien allemand († 5 janvier 1863).
- 17 avril : Vitale Sala, peintre italien († 22 juillet 1835).
- 23 avril : Jules d'Anethan, homme politique belge († 8 octobre 1888).
- 29 avril : Paul Cullen, cardinal irlandais, archevêque de Dublin († 24 octobre 1878).

- 15 mai : Charles Vilain XIIII, homme politique belge († 16 novembre 1878).
- 25 mai : Ralph Waldo Emerson, essayiste américain († 27 Avril 1882).
- 29 mai : Hippolyte Poterlet, peintre, et graveur français († 4 avril 1835).

- 8 juin : Georg Fein, journaliste et homme politique allemand († 26 janvier 1869).
- 24 juin :
  - Alexander von Lavergne-Peguilhen, administrateur et parlementaire prussien († 29 août 1867).
  - George James Webb, chef d'orchestre, éditeur, pédagogue et compositeur anglo-américain († 7 octobre 1887).

- 3 juillet : Alexis Valbrun, peintre français († 2 mars 1852).
- 14 juillet : Francesco Scaramuzza, peintre italien († 20 octobre 1886).
- 19 juillet : Johann Wilhelm Preyer, peintre allemand († 20 février 1889).
- 22 juillet : Eugène Isabey, peintre, lithographe et aquarelliste français († 25 avril 1886).
- 23 juillet : Johann Vesque von Püttlingen, compositeur autrichien puis austro-hongrois († 29 octobre 1883).
- 24 juillet : Adolphe Adam, compositeur français († 3 mai 1856).

- 15 août : James Douglas, administrateur colonial britannique († 2 août 1877).
- 18 août : Louis-Auguste Lapito, peintre français († 7 avril 1874).
- 23 août : Gustave Wappers, peintre belge († 6 décembre 1874).
- 28 août : Augustin Denys, ecclésiastique et écrivain français († 30 janvier 1879).

- 23 septembre : Prosper Mérimée, écrivain français († 23 septembre 1870).
- 26 septembre : Thomas Sidney Cooper, peintre britannique († 7 février 1902).
- 28 septembre : Adrian Ludwig Richter, peintre, dessinateur et graveur allemand († 19 juin 1884).
- 29 septembre : Charles Sturm, mathématicien français († 15 décembre 1855).

- 1er octobre : François-Émile de Lansac, peintre français († 1er avril 1890).
- 3 octobre : Paul Huet, peintre et graveur français († 1869).
- 11 octobre : Barend Cornelis Koekkoek, peintre néerlandais († 5 avril 1862).
- 15 octobre : Camille Durutte, compositeur et théoricien de la musique français († 24 septembre 1881).
- 17 octobre : József Nagysándor, général hongrois († 6 octobre 1849).

- 9 novembre : Tony Johannot, graveur, illustrateur et peintre français († 4 août 1852).
- 16 novembre : Rafael Pérez de Guzmán, matador espagnol († 14 avril 1838).
- 21 novembre : Conrad Adolphe de Dyhrn, aristocrate, personnalité politique, philosophe, poète et propriétaire terrien allemand († 2 décembre 1869).
- 29 novembre : Christian Doppler, physicien autrichien († 17 mars 1853).

- 11 décembre :
  - Hector Berlioz, compositeur français († 8 mars 1869).
  - Claudius Jacquand, peintre français († 2 avril 1878).
- 31 décembre :
  - Alfred Hage, riche marchand, homme politique, propriétaire terrien, mécène et philanthrope danois († 6 mars 1872).
  - Achille Vianelli, peintre italien († 2 avril 1894).

- Date inconnue :
  - Vincenzo Abbati, peintre italien († 1866).
  - Guillaume Despréaux, compositeur français († ?).
  - Cesare Poggi, peintre italien († 1859).
  - Adrien Taunay, peintre et dessinateur français († 5 janvier 1828).
  - José María Yáñez, général et homme politique mexicain, héros de la guerre d'indépendance contre l'Espagne († 10 août 1880)[36].

## Décès en 1803
- 1er janvier : James Woodforde, pasteur anglican et diariste anglais (° 27 juin 1740).
- 7 janvier : Matthias Christian Sprengel, historien allemand (° 24 août 1746).
- 18 janvier : Sylvain Maréchal, écrivain, poète, pamphlétaire français, précurseur de l’anarchisme (° 15 août 1750).
- 22 janvier : Giuseppe Baldrighi, peintre baroque (rococo) italien (° 12 août 1722).

- 1er février : Anders Chydenius, philosophe, prêtre et homme politique finlandais (° 26 février 1729).
- 3 février : Peter Woulfe, chimiste et minéralogiste irlandais.
- 9 février : Charles-Nicolas Dodin, peintre sur porcelaine français (° 1er janvier 1734).
- 17 février : Louis René Édouard de Rohan, cardinal français, évêque de Strasbourg (° 25 septembre 1734).
- 21 février : Jacques-Manuel Lemoine, peintre français (° 1740).
- 25 février : Pablo de Olavide homme politique péruvien, surintendant des colonies de la sierra Morena (° 25 janvier 1725).

- 1er mars Jean-François Colson, peintre, architecte et sculpteur français (° 2 mars 1733).
- 14 mars : Friedrich Gottlieb Klopstock, poète et auteur dramatique allemand (° 2 juillet 1724).
- 29 mars : Gottfried van Swieten, aristocrate de la monarchie habsbourgeoise (° 29 octobre 1733).

- 6 avril : William Hamilton, diplomate, antiquaire, archéologue et volcanologue britannique (° 30 décembre 1730).
- 7 avril : Toussaint Louverture, héros haïtien, au Fort de Joux (° 20 mai 1743).
- 24 avril : Adélaïde Labille-Guiard, peintre, miniaturiste et pastelliste française (° 11 avril 1749).

- 23 mai : Lucile Messageot, peintre française (° 13 septembre 1780).

- 8 juillet : Francesco Casanova, peintre de batailles (° 1er juin 1727).
- 14 juillet : José Camarón Boronat, peintre, dessinateur et graveur espagnol (° 18 mai 1731).
- 22 juillet : Domenico Corvi, peintre italien de la période néoclassique (° 16 septembre 1721).

- 10 août : Francisco Tadeo Díez de Medina, haut fonctionnaire colonial espagnol (° 1725).
- 24 août :
  - James Napper Tandy, général et homme politique Irlandais (° 1737).
  - Francis Page, homme politique britannique (° 1726).
- 26 août : Jean-Baptiste Gibrat, prêtre français (° 23 novembre 1727).

- 5 septembre : Pierre Choderlos de Laclos, écrivain et officier français (° 18 octobre 1741).
- 17 septembre : Franz Xaver Süßmayr, compositeur autrichien (° 1766).

- 8 octobre : Vittorio Alfieri, poète, dramaturge et philosophe italien, dont l'œuvre contribua à la promotion du Risorgimento (° 16 janvier 1749).
- 13 octobre : Louis-Claude de Saint-Martin, philosophe français (° 18 janvier 1743).
- 22 octobre : Jacques Gamelin, peintre français (° 3 octobre 1738).

- 4 décembre : Louis-Joseph-Philippe Ballois, journaliste et statisticien français.
- 13 décembre : Jean Nicolas Grou (1731-1803), jésuite et écrivain français († novembre 1731).
- 18 décembre : Johann Gottfried von Herder, écrivain et philosophe allemand (° 25 août 1744).